# 959 Arne
959 Arne је астероид главног астероидног појаса. Приближан пречник астероида је 57,42 , 
а средња удаљеност астероида од Сунца износи 3,185 астрономских јединица (АЈ). 
Инклинација (нагиб) орбите у односу на раван еклиптике је 4,496 степени, а орбитални период износи 2077,040 дана (5,686 година). Ексцентрицитет орбите астероида износи 0,215. 
Апсолутна магнитуда астероида износи 10,20 а геометријски албедо 0,044.
Астероид је откривен 30. септембра 1921. године.